# انتقام (فیلم ۱۹۸۰)
انتقام (رومانیایی: Revanșa) یک فیلم اکشن و مهیج رومانیایی به کارگردانی سرجیو نیکلائسکو است که در سال ۱۹۷۸ ساخته شد. این فیلم دنبالهٔ فیلم (کمیسر متهم می‌کند ۱۹۷۳)است. نیکلائسکو برای دنباله این فیلم، فیلم‌نامه‌ای تنظیم کرد، ولی با توجه به اوضاع سیاسی وقت حاکم در رومانی، مجوز ساخت این فیلم را دریافت نکرد و در نتیجه قسمت سوم این فیلمنامه هرگز ساخته نشد.

## خلاصه داستان
پس از ماجراهای فیلم اول (کمیسر متهم می‌کند ۱۹۷۳)، همه فکر می‌کنند که کمیسر تئودور مولدوان در تیرباران کشته شده‌است اما وی از آن حمله جان سالم بدر می‌برد. اینک کمیسر مولدوان به‌دنبال انتقام مادرش می‌رود و تا حد زیادی به جمهوری‌خواهان کمک می‌کند. در این بین کمیسر پارایپان (عضو گارد آهنین و مجری قتل‌عام ژیلاوا) که از درگیری با کمیسر مولدوان جان سالم بدر برده‌است، بدنبال انتقام از کمیسر مولدوان می‌رود و…

## بازیگران
- سرجیو نیکلائسکو: کمیسر تئودور مولدوان
- گئورگه دینیکا: کمیسر لژیونر پارایپان
- ژان کنستانتین: بوزونار لیمبا
- یون بسویو: ژنرال استفان زاویانو
- میرچا آلبولسکو: سرهنگ کرت گیسلر
- امانوئل پتروتس: دکتر آورام برسیانو
- یون مارینسکو: افسر ویژه پلیس رادو میرونووکی
- کولئا رائوتو: کمیسر ژرژ مائیموکا
- یوریه داریه: کنستانتین دیوید
- آمزا پلئا: لی پارو
- سیلویو استانکولسکو: الکساندرو ریوزانو
- الکساندرو دوبرسکو: آواکاتول مارین
- یون دیچیسانو
- آیمئی یاکوبسکو
- میرچا آنگلسکو
- واسیله پوپا
- میهای پالادسکو
- کوستل کنستانتین